# José Larregain
José Adolfo Larregain (Adolfo Gonzales Chaves, 3 de abril de 1966), referido también como Fito, es un eclesiástico, teólogo y profesor católico argentino, arzobispo de Corrientes desde febrero de 2025. 

## Biografía
Nació el 3 de abril de 1966 en la ciudad argentina de Adolfo Gonzales Chaves.
Cursó estudios en el Instituto Teológico Franciscano de Buenos Aires, obtuvo el bachillerato en Teología. En 2017, tras realizar estudios en el  Facultad de Teología de la Universidad Católica Argentina, donde consiguió la licenciatura en Teología pastoral, con la obra: «"Dónde estoy busco mi tierra": Un acercamiento teológico pastoral a la experiencia de la migración paraguaya en el Barrio Rivadavia del Partido de Merlo ―provincia de Buenos Aires― (1970-2017)».

### Vida religiosa
El 19 de marzo de 1994, ingresó en el postulantado de la Orden de Frailes Menores. El 1 de febrero de 1995, fue admitido al noviciado, vistiendo así el hábito franciscano. Realizó su primera profesión de votos religiosos el 2 de febrero de 1996, y la profesión solemne el 25 de agosto del 2000.
Fue ordenado diácono en 2003. Su ordenación sacerdotal fue el 19 de marzo de 2004.
Desarrolló responsabilidades pastorales en comunidades franciscanas de Argentina, como Río Cuarto, Salta y Lomas de Mariló (Buenos Aires). Fue guardián de la Casa en La Teja en Merlo, maestro de postulantes de la comunidad en la capilla San Cayetano de Trujui y definidor provincial de la Orden.
En la diócesis de Merlo-Moreno, sirvió como párroco de la Virgen de la Paz, delegado diocesano para la Renovación Carismática Católica, formador del clero y miembro del Consejo Presbiteral. Además, fue docente en la Escuela de Diáconos Permanentes y los Seminarios Catequísticos.

### Episcopado
El 21 de marzo de 2020, el papa Francisco lo nombró obispo titular de Mauriana y obispo auxiliar de Corrientes.
Además de su escudo, escogió como lema la frase: "Nosotros somos testigos".
Fue consagrado el 29 de junio del mismo año, en la Catedral de Corrientes, a manos del arzobispo Andrés Stanovnik.
Durante la pandemia de coronavirus en Argentina, Larregain impartió consejos para vivir un aislamiento de mejor manera y evitar más contagios. En noviembre de 2020, fue aislado por prevención a un posible contagio. Posteriormente, dio positivo por COVID-19 el 17 de enero de 2022.
El 27 de septiembre de 2024, fue nombrado arzobispo coadjutor de Corrientes. Tomó posesión canónica de su oficio el 27 de diciembre del mismo año, durante una ceremonia en el atrio de la Catedral de Corrientes.
El 29 de diciembre siguiente, abrió la Puerta Santa del Jubileo de 2025: Peregrinos de la Esperanza.
El 22 de febrero de 2025, aceptada la renuncia de Andrés Stanovnik, pasó automáticamente a ser arzobispo de Corrientes.
En la Conferencia Episcopal Argentina es, desde noviembre de 2021, miembro de la Comisión Episcopal de Pastoral de Migrantes e Itinerantes. Anteriormente, ha sido miembro de la Comisión Episcopal de Vida Consagrada (2021-2024).